# Nemesia caranhaci
Nemesia caranhaci là một loài nhện trong họ Nemesiidae.
Nemesia caranhaci được miêu tả năm 1995 bởi Decae.